# Aleja Ireny Sendlerowej w Warszawie

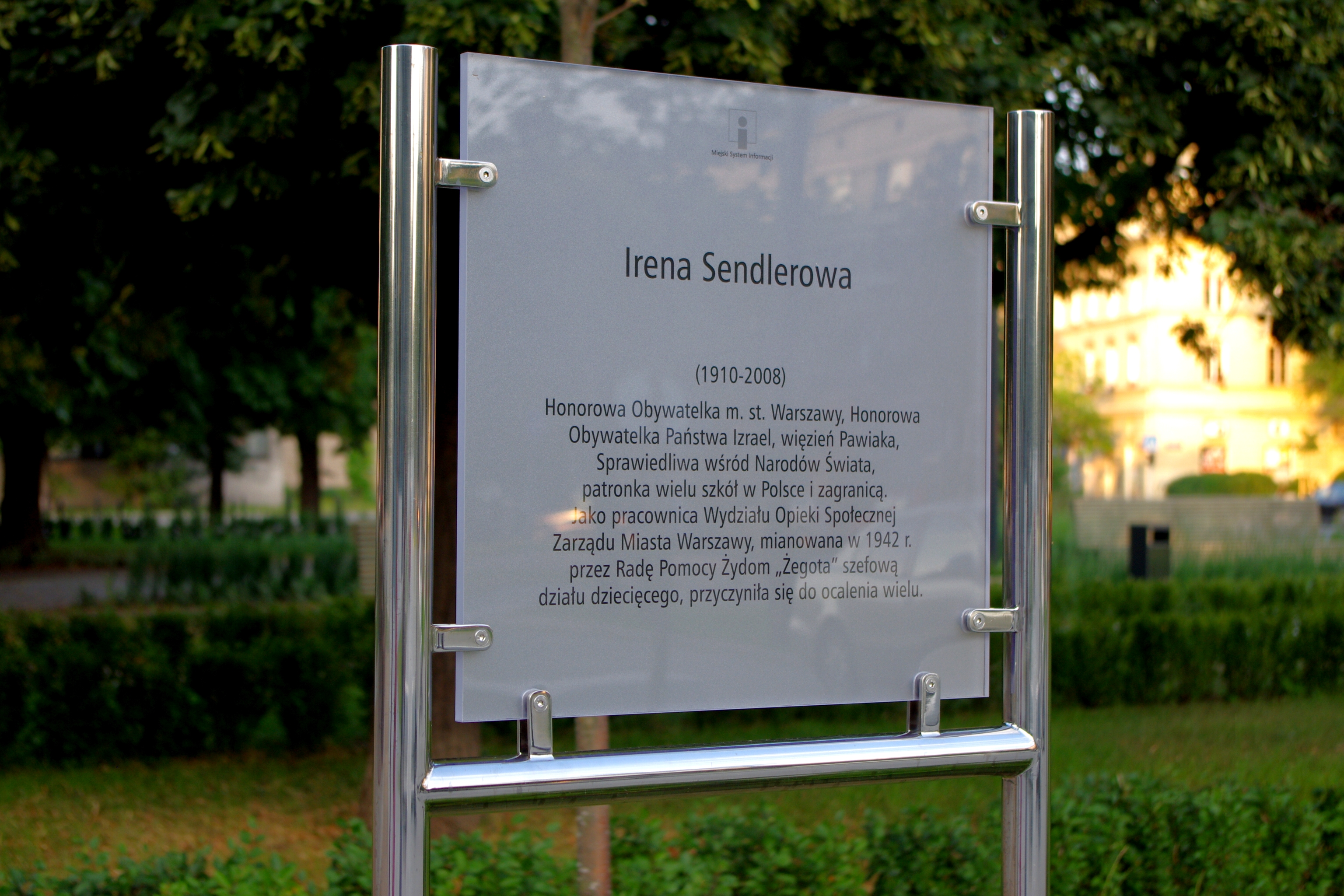
Tabliczka informacyjna

Aleja Ireny Sendlerowej – deptak znajdujący się u zbiegu ulic Anielewicza i Zamenhofa, pomiędzy Muzeum Historii Żydów Polskich a pomnikiem Bohaterów Getta w śródmiejskiej części warszawskiego Muranowa.

## Kandydaci do nazwy reprezentacyjnej alejki
Oprócz Ireny Sendlerowej został zaproponowany także szwedzki dyplomata Raoul Wallenberg, który jako ambasador Szwecji w Budapeszcie ocalił ok. 100 tys. węgierskich Żydów. Kandydaturę tę promowała m.in. szwedzka ambasada w Warszawie. Podczas dyskusji w Radzie Miasta oraz w Komisji Nazewnictwa uzasadniano, że Wallenberg nie jest w żaden sposób związany z Polską i gettem warszawskim. Kompromisowe rozwiązanie znalazł Zygmunt Stępiński, wicedyrektor Muzeum Historii Żydów Polskich. W maju 2013 r. grupa działaczy społecznych zakwestionowała decyzję o uhonorowaniu Wallenberga. W wystosowanym apelu podkreśla się powszechną pamięć o Raoulu Wallenbergu i małą świadomość wielkiego dzieła Stefanii Wilczyńskiej. Była ona przez dziesięciolecia najbliższą współpracowniczką i podporą Janusza Korczaka, która podobnie jak on całe swoje życie poświęciła sierotom. Wilczyńska towarzyszyła Korczakowi i dzieciom w drodze na Umschlagplatz, co na własne oczy widziała pani Sendlerowa. Wilczyńska została z dziećmi aż do końca w komorze gazowej Treblinki. Aleja Stefanii Wilczyńskiej w bliskim sąsiedztwie alei Ireny Sendlerowej dawałaby mocne świadectwo o tragicznym losie Żydów z getta warszawskiego.

## Otwarcie
Otwarta 15 maja 2013 z udziałem m.in. Janiny Zgrzembskiej – córki Ireny Sendlerowej, Bronisława Komorowskiego – prezydenta Rzeczypospolitej Polskiej, Władysława Bartoszewskiego – sekretarza stanu w Kancelarii Prezesa Rady Ministrów, Marka Michalaka – rzecznika praw dziecka, Hanny Gronkiewicz-Waltz – prezydent m.st. Warszawy, Ewy Malinowskiej-Grupińskiej – przewodniczącej Rady m.st. Warszawy, Marzeny Cendrowskiej i Andrzeja Roberta Zielińskiego – zastępców burmistrza Dzielnicy Śródmieście, a także uczniów szkół noszących imię Ireny Sendlerowej. W okolicznościowym przemówieniu prezydent Bronisław Komorowski podkreślił, że Irena Sendlerowa jest dla wielu ludzi w Polsce symbolem zachowań przyzwoitych, dobrych, uwieńczonych – ograniczonym – ale jednak sukcesem w postaci uratowania wielu, wielu istnień ludzkich. Prezydent Hanna Gronkiewicz-Waltz dodała, że uratowanie z getta blisko dwa i pół tysiąca dzieci było dziełem wymagającym niebywałej odwagi, determinacji w działaniu, talentu organizacyjnego, umiejętności dotarcia do setek ludzi i przekonania ich, by z narażeniem życia udzielili długotrwałej pomocy dzieciom skazanym na Zagładę.